# Ярослав Мудрий (Мейтус)
«Яросла́в Му́дрий» — опера на 3 дії (6 картин) українського композитора Юлія Мейтуса , лібрето Олександри Васильєвої (дружини Мейтуса). Опера створена 1971—1972 рр. Прем'єра відбулась 3 березня 1973 р. в Донецькому оперному театрі.

## Сюжет
В основу покладено однойменну драматичну поему Івана Кочерги. Композитор і лібретист переробили текст п'єси, викинули ряд сцен, не пов'язаних з основною дією, зменшили кількість персонажів та підсилили динаміку.
У п'єсі лише раз згадується про напад печенігів на Київ, в опері, натомість, він є одним з ключових мотивів — і початок, і фінал твору пов'язані з даванням відсічі ворогам. Непезпека, яка нависла над Києвом, стає ще більшою, оскільки печенігів очолює брат Ярослава — Святополк — названий «Окаянним». Ярослав намагається об'єднати Русь, шукає союзу з Новгородом, щоб спільними силами протистояти ворогам. До ворогів також можна віднести дружину князя, Інгігерду, доньку шведського короля Олафа, яка не думає про інтереси Київської Русі.
Ярославу вдалося перемогти, укріпити кордони Русі та налагодити дружні взаємини із сусідніми державами. У п'єсі Кочерги значну увагу приділяють історії шлюбу доньки Ярослава Єлизавети з Гаральдом, майбутнім королем Норвегії. Композитор і лібретист зберегли цей істотний мотив та додали інший, не менш важливий — шлюб молодшої доньки Ярослава Анни з французьким королем Генріхом I.
«Ярослав Мудрий» — музична драма, яка спирається на класичні традиції і написана у дусі історизму.